# Leuronectes muelleri
Leuronectes muelleri är en skalbaggsart som först beskrevs av Kirsch 1865.  Leuronectes muelleri ingår i släktet Leuronectes och familjen dykare. Inga underarter finns listade i Catalogue of Life.